# Mordyjacha
De Mordyjacha (Russisch: Мордыяха) is een rivier in het Russische autonome district Jamalië, op het schiereiland Jamal in het noorden van het West-Siberisch Laagland. De rivier heeft haar bron in het Jamboetomeer en stroomt via twee verschillende stromen in de Karazee. De rivier wordt gevoed door regen en sneeuw. De Sjojacha stroomt in de rivier.